# نهاية الزمان
 نهاية الزمان (وتسمى أيضًا أوقات النهاية، نهاية الوقت، نهاية الأيام والأيام الأخيرة أونهاية الزمان أو آخر الزمان) هو الفترة الزمنية الموضحة في الإيمان بالآخرة من الديانات العالمية المهيمنة وكل من الديانات الإبراهيمية وغير الإبراهيمية.
والأديان الإبراهيمية تسعى للحفاظ على خطي علم الكون، مع سيناريوهات نهاية الوقت تحتوي على مواضيع تحويل والفداء. في اليهودية، يحمل مصطلح «نهاية الأيام» إشارة إلى الحقبة المسيحية، وتضم تجمعاً في الشتات في المنفى، ومن المسيح القادم، وقيام الموتى والعالم المقبل. بعض الطوائف المسيحية تصور نهاية الزمان كفترة من الأهوال التي تسبق المجيء الثاني ليسوع المسيح، الذي سيواجه ظهور الدجال والدخول في ملكوت الله. ومع ذلك، يؤمن مسيحيون آخرون بأن نهاية الزمان تمثل المحنة الشخصية التي شهدوها قبل أن ينعموا بكلمة الله. أما في الإسلام، فإن يوم القيامة يسبقه خروج الدجال ونزول عيسى بن مريم الذي يقتل الدجال، وخروج يأجوج ومأجوج وطلوع الشمس من مغربها.
الديانات غير السماوية تميل إلى أن تكون أكثر انفتاحا لوجهات نظر غير ملتزمة بأدبيات دينية، مع علم الأخرويات أو نهاية الزمان التي تميزت بالتفكك الاجتماعي، والفداء والبعث. في الهندوسية، التي تنبأت بوقت النهاية [مِمَن؟]
```
كما هو الحال عند 
كالكي
، التجسد النهائي 
للفيشنو
، التي تنزل من فوق حصان أبيض وتضع نهاية 
لكالي يوغا
 الحالي. في 
البوذية
، وتوقع 
بوذا
 أن تعاليمه سوف تنسى بعد 5000 سنة، تليها الاضطرابات. 
بوديساتفا
 يدعى 
مايتريا
 سوف تظهر وإعادة اكتشاف تدريس 
دارما
. وتدمير النهائي للعالم الذي يأتي خلال سبعة شموس.
```

منذ اكتشاف الوقت العميق الذي يقدر عمر الأرض، الذي يمثل الخطاب العلمي حول نهاية الزمان ويركز على مصير الكون. وشملت نظريات التشقق العظيم، الانسحاق الشديد، نظرية الارتداد العظيم، ومصير كون يتمدد.

## في اليهودية
«يوم الحساب» ترجمة لمصطلح (يوم هدَّين) وهو مصطلح عبري يعني «اليوم الذي سيحاسب فيه الإله كل البشر في آخر الأيام». وهو تطوير لمصطلح«يوم الرب» ذي الطابع الحلولي القومي المتطرف الذي كان يعني حدوث الخلاص (الثواب والعقاب) داخل إطار قومي. وقد تحول هذا المفهوم القومي الأخير (على يد النبي عاموس وغيره من الأنبياء) إلى مصطلح «يوم الحساب» أو «يوم الحكم والقضاء» (العالمي والشامل) وهو يوم سيحاسب فية كل الناس يهودا كانوا أو أغيارا دون تمييز أو تفرقة. وقد حذر عاموس شعبه من أن الإله سيحطم جماعة يسرائيل بسبب فسادها (عاموس 5/18) وأكد كل من إرميا وحزقيال (إرميا31/29 -30, حزقيال 18) المسؤولية الفردية كما أكد كثير من الأنبياء أن النفي عقوبة تستحقها جماعة يسرائيل. لكن أول إشارة للثواب والعقاب بعد البعث ترد في أشعياء (اصحاح26) ودانيال (12/2): «وكثيرون من الراقدين في تراب الأرض يستيقظون، هؤلاء إلى الحياة الأبدية وهؤلاء إلى العار للازدراء الابدي». وتطور المفهوم فأصبح المصطلح يشمل الموتى الذين سيبعثون يوم الحساب حتى يشملهم الحساب هم أيضا.
ويلاحظ أن مفهوم يوم الحساب الذي لم يستقر بصورته الجديدة إلا بعد المرحلة البابلية لم يفقد محتواه القومي تماما إذ نكتشف أن اليهود سيتطهرون في يوم الحساب من آثامهم ثم تعود البقية الصالحة منهم إلى أرض الميعاد ليحيوا حياة سعيدة هنيئة كما جاء في سفر هوشع (14,2). كما يجب التنبيه أيضًا إلى أن يوم الحساب ليس مثل يوم القيامة أو الآخرة لأنه (حسب كثير من التفسيرات) سيحل قبل البعث النهائي أي أنه واقعة تاريخية (وفي هذه الدنيا) وهو مثل المرحلة الألفية سيقع قبل الآخرة ولن يحاسب فيه إلا الأحياء الموجودون في الدنيا بالفعل. وكان البعض يرى أن الإله يحاسب العالمين أربع مرات كل عام. وكان البعض يؤمن بأن عيد رأس السنة اليهودية هو اليوم الذي يحاسب فيه الإله البشر وأن أحكامه تصبح نهائية في يوم الغفران.
والواقع أن دولة إسرائيل هي بمعنى من المعاني محاولة علمانية لترجمة مفهوم الفردوس اليهودي الأرضي إلى واقع حقيقي.

## في الإسلام
يؤمن المسلمون بيوم القيامة، ويسمونه بمجموعة من الأسماء تشمل اليوم الآخر ويوم الحساب ويوم القيامة وهو بحسب المعتقد الإسلامي نهاية العالم والحياة الدنيا والذي لا يوم بعده، وهو موعد الحساب الذي يقوم الله بجزاء المؤمنين الموحدين بالجنة والكفار والمشركين بالنار. وبالرغم من أن المعتقد الإسلامي يشير إلى أن توقيت ذلك الحدث من الغيبيات وسر إلهي، إلا أنهم يؤمنون بعلامات تسبق حدوثه وتسمى بأشراط الساعة أو علاماتها وتقسم إلى علامات صغرى وعلامات كبرى.
من علامات الساعة بحسب المعتقد الإسلامي.
- انتصار الباطل واضطهاد الحق.
- تطاول الناس في البنيان.
- كثرة الهرج (القتل) حتى أنه لا يدري القاتل لما قتل والمقتول فيما قتل.
- انتشار الزنى.
- انتشار الربا.
- انتشار الخمور.
- خروج نار من الحجاز تضيء لها أعناق الإبل ببصرى الشام. وقد حصل عام 654 هـ.[4]
- حفر الأنفاق بمكة وعلو بنيانها كعلو الجبال.
- تقارب الزمان فتصير السنة كشهر والشهر كأسبوع والأسبوع كيوم واليوم كساعة والساعة كحرق السعفة.
- كثرة الأموال وإعانة الزوجة زوجها بالتجارة.
- ظهور موت الفجأة.
- أن ينقلب الناس وتبدل المفاهيم. فقد قال الرسول محمد صلى الله عليه وسلم: سيأتي على الناس سنون خداعات. يصدق الكاذب ويكذب الصادق ويخون الأمين ويؤمَن الخائن وينطق الرويبضة والرويبضة هو الرجل التافه يتكلم في أمر العامة.
- كثرة العقوق وقطع الأرحام.
- فعل الفواحش (الزنى) بالشوارع حتى أن أفضلهم ديناً يقول لو واريتها وراء الحائط.[5]
- خروج المهدي
- خروج الدجال
- نزول عيسى بن مريم
- خروج يأجوج ومأجوج
- خروج الدابة
- الدخان
- حدوث الخسوف
- خروج نار من جهة اليمن[6]

## فيالبهائية
يوم القيامة أو يوم الدين هو مشابه لما يصفه البعض بـالقيامة الوسطى وهي مجيء رسول جديد وبعث جديد كما يمكن استنباطه من بعض الآيات في القرآن الكريم علي حسب البهائية. أما القيامة العظمى التي هي يوم لقاء الله فمفهومها عند البهائيين هو يوم مجيء المظهر الإلهي الذي هو موعود كل الأديان يوم «تبدل الأرض غير الأرض».

## طالع كذلك
- يأجوج ومأجوج